# Cetirizin
A cetirizin (INN: cetirizine) a piperazin-származékok csoportjába tartozó második generációs antihisztamin, szelektív perifériás H1-receptor antagonista. Szezonális és perenniális (egész éven át tartó) allergiás rhinitis, illetve az ezekkel járó szemtünetek (rhinoconjuctivitis), valamint krónikus idiopátiás urticaria (allergiás bőrgyulladás) kezelésére használják. A kereskedelemben a racém elegy sósavas sóját (cetirizin-dihidroklorid) és az R-enantiomer sósavas sóját (levocetirizin-dihidroklorid) hozzák forgalomba. Magyarországon jelenleg vény nélkül kapható.
A VIII. Magyar Gyógyszerkönyvben Cetirizin-dihidroklorid (Cetirizini dihydrochloridum)    néven hivatalos.  

## Kémiája
A cetirizin a hidroxizin humán metabolitja. Szerkezetileg abban különbözik a hidroxizintől, hogy annak hidroxilmetil- (-CH2OH) csoportja helyén karboxil- (-COOH) csoport van.
A cetirizin a 3,5-ös és 7,5-ös pH között (tehát a szervezetben is) belső ikerion formában van jelen: egy molekulán belül hordoz pozitív és negatív töltést is. Ráadásul a molekula úgy tekeredik, hogy az elektromosan töltött részek igyekeznek egymáshoz közel kerülni, ezzel a molekula kifelé lipofil (zsírban oldódó) tulajdonságokat mutat, és sokkal könnyebben szívódik fel a szervezetben.
A cetirizinnek két sztereoizomerje létezik, az R- (levo-) és az S- (dextro-) enantiomer. Kutatások során kimutatták, hogy a racém cetirizin (amelyben mind a két enantiomer megtalálható, 1:1 arányban) eutomerje (biológiailag aktív hatóanyaga) a levocetirizin. Vizsgálatok bebizonyították, hogy 10 mg cetirizin vagy 5 mg levocetirizin szájon át történő adása után hasonló rezisztancia alakul ki hisztaminnal szemben, míg 5 mg dextrocetirizin nem váltott ki ilyen hatást.

## Farmakodinámiás tulajdonságok
A cetirizin szelektív perifériás H1-receptor antagonista, mely azt jelenti, hogy nem jut át számottevő mértékben a vér-agy gáton, nem kötődik jelentősen az agyi H1-receptorokhoz, így szedatív mellékhatásai is mérsékeltek. Hatásosan blokkolja a hisztamin által kiváltott allergiás reakciókat. Nagy adagokban szedve sem mutat szívre gyakorolt hatást.

## Farmakokinetikai tulajdonságok
Maximális koncentrációját a vérplazmában körülbelül 0,5-1 óra alatt éri el, felezési ideje 10 óra. Felszívódásának mértékét a táplálék nem csökkenti, viszont sebességét befolyásolja. A különböző formákban (tabletta, oldat) adott cetirizin biohasznosulása nem különbözik jelentősen.

## Adagolás
Napi javasolt adagja felnőttek és 12 évnél idősebb gyermekek esetén 1×10 mg cetirizin (1×5 mg levocetirizinnek felel meg). A cetirizin szopogató tabletta formájában (Revicet vagy Revicet Akut) már 6 éves kortól adható.(További információ a http://www.revicet.hu/ oldalon) A pszeudoefedrin-kombináció (Zyrtec-D) esetén ezt két részletben kell bevenni (reggel és este), de ez a pszeudoefedrin farmakokinetikája miatt van így. Bizonyos esetekben javasolt lehet az adag csökkentése. A napi adag növelésével jelentős előnyök nem származnak, viszont erősödhetnek a mellékhatások.

## Mellékhatások
Mivel a cetirizin az első generációs antihisztamin-készítményekkel ellentétben sokkal kisebb mértékben jut be a központi idegrendszerbe, viszonylag kevés mellékhatása van. A leggyakrabban emlegetett mellékhatások között találjuk az álmosságot, fáradtságot és fejfájást; de ezek is csak a páciensek kis hányadánál jelentkeznek, és nem befolyásolják jelentősen a mindennapos munkavégzést. A mellékhatások elkerülése érdekében érdemes a gyógyszert kora este bevenni.

## A cetirizin összevetése más antihisztaminokkal

### Hidroxizin vs. cetirizin
188, 11 évnél idősebb páciensen elvégzett vizsgálat kimutatta, hogy mind a hidroxizin (napi háromszor 25 mg), mind a cetirizin (napi egyszer 10 mg) hatékonyan csökkenti a krónikus idiopátiás utricaria tüneteit; valamint hogy valószínűsíthető, hogy a cetirizinnek kevésbé erős a szedatív mellékhatása.

### Cetirizin vs. levocetirizin
Több szempont is közrejátszik abban, hogy a kezelés során a racém elegyre vagy a tiszta enantiomerre esik a választás.
Anyagi szempontból azt lehet mondani, hogy a racém cetirizin sokkal olcsóbb, hiszen gyártása legalább egy lépéssel, a rezolválással (a racém elegy enantiomerjeinek szétválasztásával) rövidebb. Ráadásul, mivel régebb óta a piacon van, generikumai is elérhetők, ami még lejjebb nyomja az árát. Jelenleg Magyarországon a cetirizin körülbelül felébe-harmadába kerül a levocetirizinnek (ugyanannyi aktív hatóanyagra számolva). (Az aktuális árakért lásd a hivatalos egészségügyi tudakozót a doktorinfo.hu oldalon.)
Amennyiben a páciens a cetirizin mellékhatásaitól szenved, nem várható, hogy a mellékhatások a levocetirizinre váltástól jelentősen csökkennének. Figyelembe kell azt is venni, hogy a racém elegyben 5 mg mennyiségben megtalálható dextrocetirizin a szervezetben jobban eloszlik, ami egy érv lehet a tiszta eutomer választása mellett. A döntést minden esetben a páciensnek és a kezelőorvosnak együtt kell meghoznia. Természetesen, nem adható a betegnek levocetirizin, amennyiben az allergiás a cetirizinre vagy általában a piperazin-származékokra.

### Cetirizin vs. dezloratadin
Egy vizsgálat kimutatta, hogy a levocetirizin preferált lehet a dezloratadinnal szemben az allergiás rhinitis kezelésében, mivel hatásának rövidebb a felépülési ideje. Azt is feltételezik, hogy a levocetirizin hatékonyabb az utricaria által kiválott viszketés kezelésében, mint a dezloratadin. (Ezeket az eredményeket azonban annak tükrében kell néznünk, ezek inkább csak feltételezések, valamint hogy a vizsgálatot a UCB támogatta.)
Más kutatások arra mutattak rá, hogy a levocetirizin a dezloratadinnal szemben hatásosabb az orrfolyás és a tüsszentés mérséklésében.

## Magyarországon törzskönyvezett készítmények

### Racém cetirizin
- Zyrtec (UCB)[7]

Generikus gyógyszerkészítmények
- Alerid (Neopharma)
- Cetigen (Merck)[7]
- Cetino (Sandoz. Vény nélkül kapható. Nincs forgalomban.)
- Cetirizin Hexal (Hexal)
- Cetirizin EP (Extractum Pharma)
- Cetirizin-Ratiopharm (Ratiopharm)
- Cetimax (Vitabalans Oy. Vény nélkül kapható.)
- Cetrin (Teva)
- Cetrin akut (Teva. Vény nélkül kapható.)
- Cetripharm (Actavis Nordic)
- Merzin (Kéri Pharma)
- Parlazin (Egis)
- Revicet és Revicet Akut (Sager Pharma. Vény nélkül kapható.)

Kombinációk
- Zyrtec-D (cetirizin és pszeudoefedrin kombinációja; UCB)

### Levocetirizin
- Histisynt (Actavis Group)[7]
- Lertazin (Krka)[7]
- Cezera (Krka)[7]
- Sefaller (Sandoz)
- Xyzal (UCB)
- Zilola (Richter Gedeon)